# Regra sunny 16
Em fotografia, a regra sunny 16 é o método para estimar corretamente a exposição à luz do dia sem usar fotômetro.
Basicamente, a regra sunny 16 para dias ensolarados é:
- Use abertura f/16 e velocidade igual ao recíproco do ISO do filme.

Por exemplo, para filme ISO 100 escolha velocidade 1/100 s. Entretanto, em câmeras analógicas o valor mais próximo seria 1/125,
A forma elaborada de usar a regra sunny 16 para situações mais gerais é:
1. Ajuste a velocidade para um valor próximo ao do ISO do filme.
2. Ajuste o abertura de acordo com a tabela abaixo:

| Abertura | Condição de iluminação | Detalhes da sombra          |
| -------- | ---------------------- | --------------------------- |
| f/16     | Ensolarado             | Sombra nítida               |
| f/11     | Levemente nublado      | Sombra com contornos suaves |
| f/8      | Nublado                | Sombra fracamente visível   |
| f/5.6    | Fortemente nublado     | Sem sombras                 |
| f/4      | Pôr-do-sol             |                             |
Por exemplo, para usar filme ISO 100 em condições ensolaradas, ajuste a velocidade para 1/100 e abertura para f/16. Com filme ISO 200, ajuste a velocidade para 1/200. Para filme ISO 400, 1/400. Como em outras condições, a velocidade pode ser mudada tanto quanto a abertura. Por exemplo, 1/200 com f/11 é equivalente a 1/100 a f/16. Também é possível modificar a regra para compensar aberturas maiores ou menores. Por exemplo, com ISO 100 num dia ensolarado, pode-se usar f/8 com 1/400s.